# Schizaea tortuosa
Schizaea tortuosa là một loài dương xỉ trong họ Schizaeaceae. Loài này được Muhl. mô tả khoa học đầu tiên năm 1813.
Danh pháp khoa học của loài này chưa được làm sáng tỏ. 